# Repos hebdomadaire le vendredi
Le repos hebdomadaire le vendredi est un temps de repos hebdomadaire imposé par une autorité et incluant le vendredi.
Pour les musulmans, le vendredi n'est pas nécessairement un jour de repos mais est le jour de la grande prière hebdomadaire. Cette journée a été inspirée en tout ou partie par d'autres cultes monothéistes. Mais pour le Coran, il s'agit d'une institution ancienne. Le vendredi étant choisi car jour de marché la veille du Shabbat, aussi connu sous le nom d'«arûba». Le culte, la prière, nécessitait d'interrompre les affaires (le marché) pour la prière. Il n'imposait pas un jour de repos dans un monde où il n'y avait pas une forte activité régulière, notamment chez les bédouins.
Le repos du vendredi-samedi est parfois considéré comme « semi-universel », par référence au week-end du samedi-dimanche considéré comme « universel ».

## Histoire
À son indépendance d'avec la France, l'Algérie a hérité de la législation française, notamment sur la question du repos dominical.
En Algérie, depuis 1976, le week-end de repos hebdomadaire est le jeudi-vendredi.
Toutefois, certaines entreprises, notamment des banques privées, pratiquent le week-end le vendredi-samedi.
C'est le cas, par exemple, de nombreuses banques. 
En 2007, l'entreprise indienne Arcelor-Mittal est également passée au repos hebdomadaire le vendredi-samedi.
En Algérie, depuis le 14 août 2009, le week-end de repos hebdomadaire a été reculé d'un journée, pour passer du jeudi-vendredi au vendredi-samedi.
Le 21 juin 2013, un décret royal de l'Arabie saoudite a reculé le week-end de repos hebdomadaire pour passer du jeudi-vendredi au vendredi-samedi. Ceci afin de permettre à la bourse d'être à un rythme plus proche de celui des autres bourses d'importance. Cela devrait aussi faciliter les voyages.
Certaines monarchies du Golfe comme l'Égypte, la Jordanie, le Koweït, Bahreïn, les Émirats arabes unis et le Qatar ont également abandonné le repos du jeudi-vendredi pour y consacrer le vendredi-samedi.

## Le week-end du jeudi-vendredi
Le week-end est encore pratiqué le jeudi-vendredi en Iran.